# Jüdischer Friedhof (Boskovice)

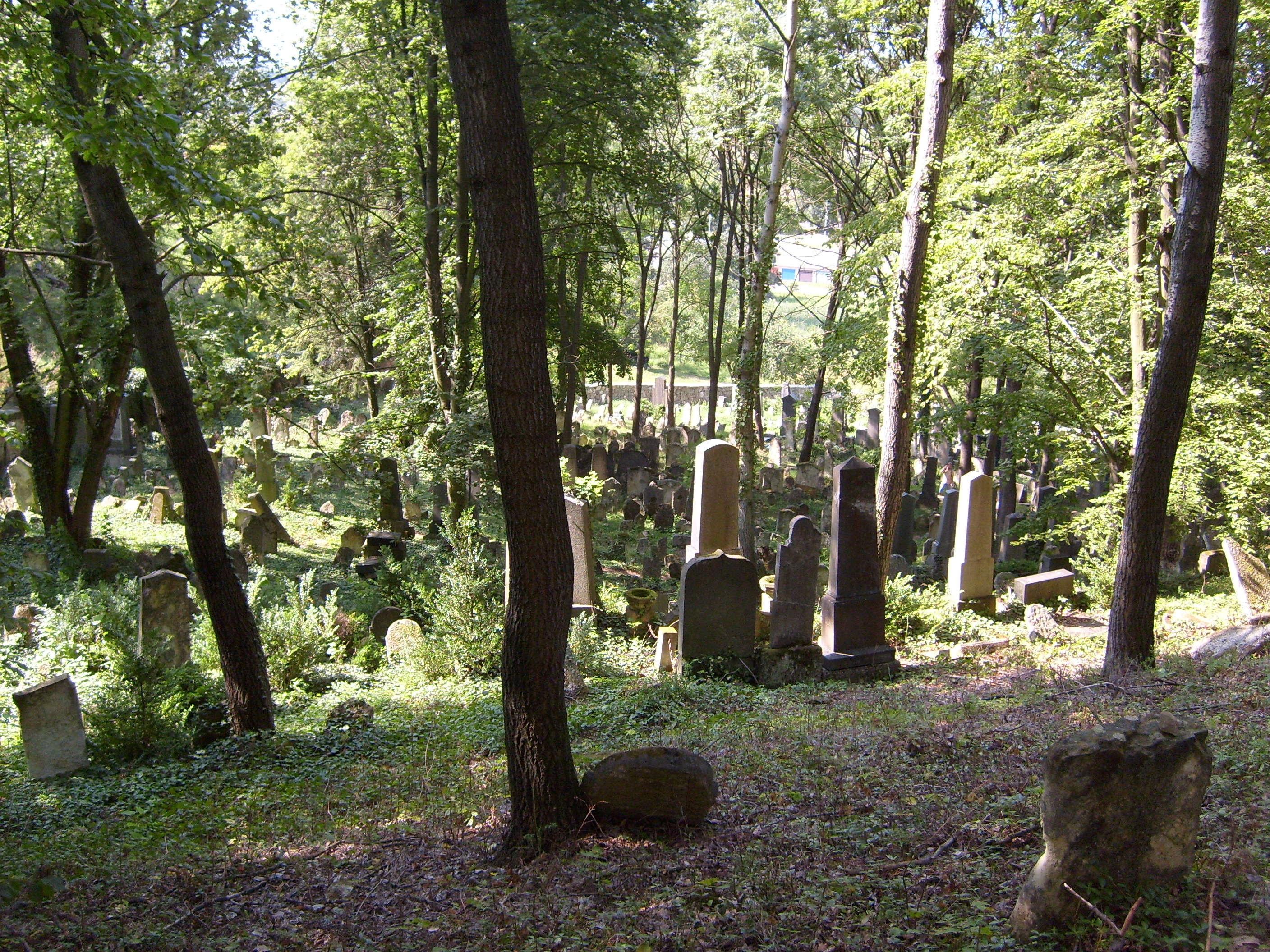
Jüdischer Friedhof in Boskovice

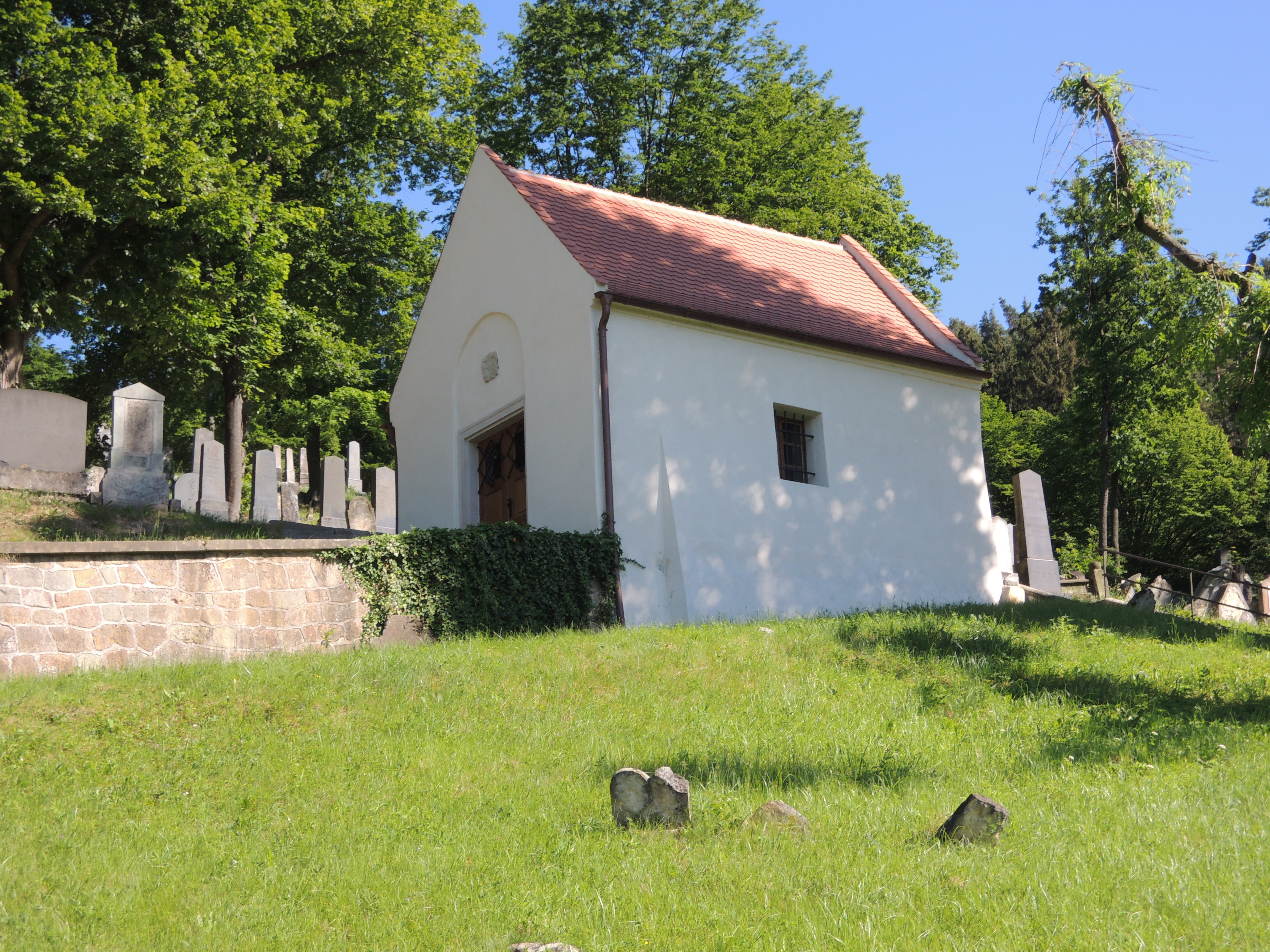
Taharahaus

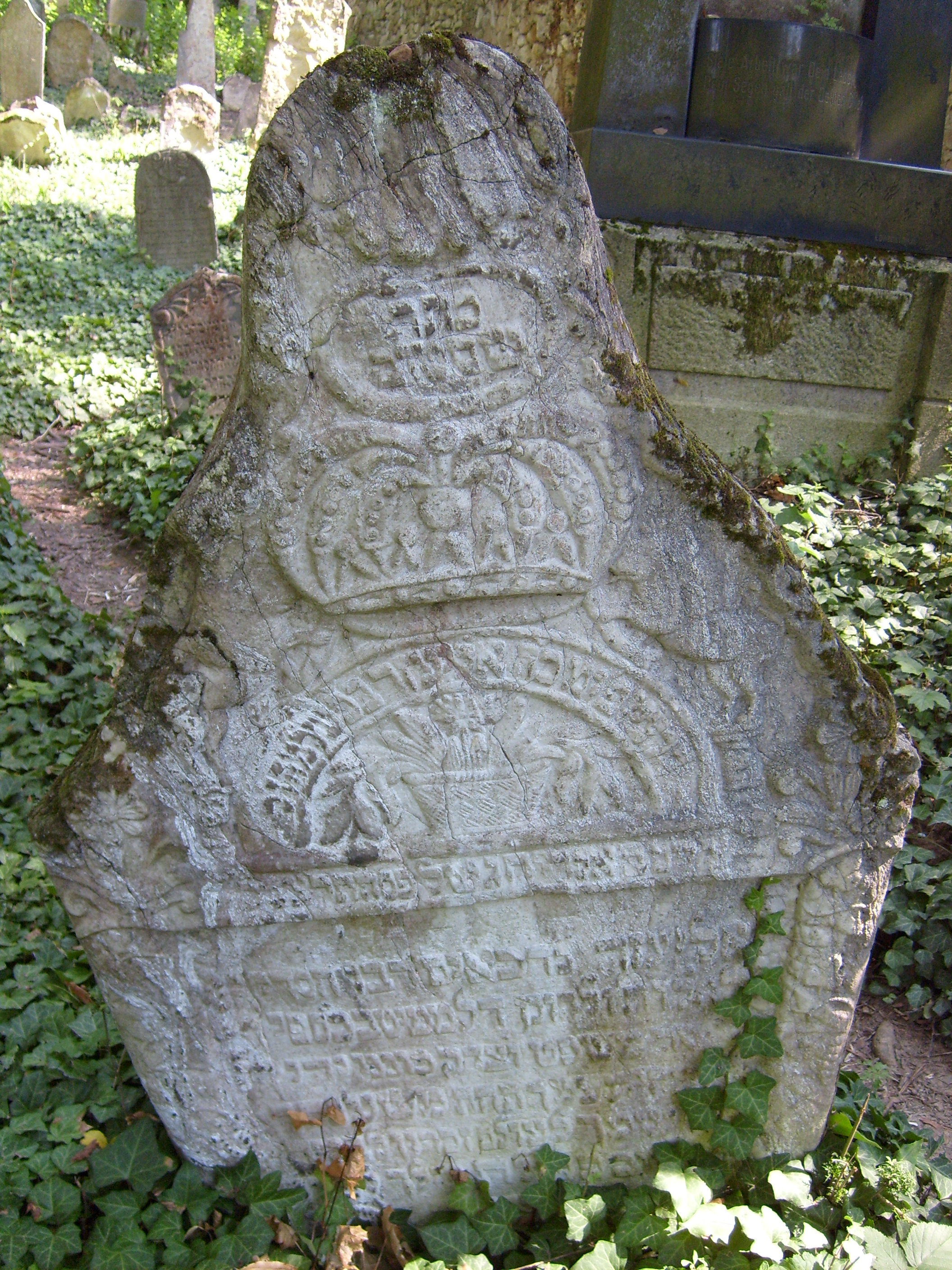
Barocker Grabstein

Der Jüdische Friedhof Boskovice ist ein jüdischer Friedhof in Boskovice (deutsch Boskowitz) im Okres Blansko in der Region Jihomoravský kraj in Tschechien.

## Geschichte
Seit dem 15. Jahrhundert ist in Boskowitz eine jüdische Gemeinde belegt, sie war eine der größten und bedeutendsten jüdischen Gemeinden in Mähren. Wann der in der Potoční-Straße westlich des Zentrums an einem Hang des Hügels unterhalb des Schlosswildparks liegende jüdische Friedhof angelegt wurde, ist nicht bekannt, vermutlich war dies im 16. Jahrhundert. Der älteste noch erhaltene Grabstein (Mazewa) stammt aus dem Jahr 1670. Auf einer Fläche von eineinhalb Hektar sind heute noch ungefähr 2400 Grabsteine vorhanden, durch die Witterungseinflüsse verfallen sie immer mehr.
Die Ruine des Taharahauses von 1763 mit einer Steinplatte mit dem Text des Kaddischgebets steht noch auf dem Friedhofsgelände. Auf dem Friedhof wurden auch Juden aus anderen Gemeinden, wie z. B. der jüdischen Gemeinde Zwittau, bestattet.

## Persönlichkeiten
Auf dem Friedhof ist der gelehrte Rabbiner Samuel ha-Levi Kolin, genannt Machacit ha-Šekel, bestattet. Er starb 1806.